# Ancash-Quechua
Das Ancash-Quechua (Ankash Nunashimi, offiziell Anqash qichwa) oder Ancash-Ketschua (Quechua Ancashino) ist eine Varietät des zentralen Zweiges der Quechua-Sprachfamilie, die im peruanischen Departamento Ancash (mit Ausnahme der Küste und des nördlichsten Teils) und Teilen des Departamentos Huánuco gesprochen wird.

## Dokumentation und Literatur auf Ancash-Quechua
Die linguistischen Unterschiede zwischen den Quechua-Varianten Zentralperus und Südperus waren in der katholischen Kirche seit Anfang der Kolonialzeit bekannt; so ist bereits in der Doctrina Christiana 1584 von „Barbarismen“ in den Mundarten der Lengua quichua in Zentralperu die Rede. Juan de Figueredo veröffentlichte 1754 eine Beschreibung des Quechua I (Waywash), bezeichnet als Lengua Chinchaysuyo, geht dabei jedoch nicht auf die Besonderheiten der heute als Ancash-Quechua bekannten Mundarten im Vergleich zu anderen Waywash-Varietäten ein. Die Lengua Chinchaysuyo war gegenüber dem Quechua von Cusco stigmatisiert, so dass keine koloniale Literatur auf Ancash-Quechua bekannt ist. Neben dem Wanka-Quechua und den südlichen Varianten Cusco-Quechua und Ayacucho-Quechua sowie dem Aymara wird das Ancash-Quechua erstmals in einem „Polyglotten Inka-Vokabular“ für katholische Priester im Jahre 1905 berücksichtigt. 1947 kam mit Unterstützung nordamerikanischer Missionare eine Übersetzung des Johannesevangeliums heraus.
Der peruanische Archäologe M. Toribio Mejía Xesspe gab 1954 erstmals Erzählungen auf Ancash-Quechua aus der mündlichen Quechua-Tradition von Ancash (Pomabamba bei Chavín de Huantar und Oberlauf des Río Marañón) über den Mythos der kinderfressenden Hexe Achkay heraus. Alejandro Ortiz Rescaniere veröffentlichte 1973 den Mythos von Adam-Eva (Adaneva) von der Hacienda Vicos im Callejón de Huaylas auf Quechua und Spanisch, und 1974 erschienen Quechua-Erzählungen aus dem Gebiet des ebendort gelegenen Huaraz. Im Auftrag der Regierung Juan Velasco Alvarado erarbeitete Alberto Escobar eine Grammatik und Gary Parker ein Quechua-Spanisches Wörterbuch (beide erschienen 1976) im Quechua Áncash-Huailas. Heute ist das Ancash-Quechua die einzige Variante des Waywash-Quechua, in der nennenswerte Literatur erschienen ist, unter anderem von Macedonio Villafán Broncano (Apu Kolkijirka, Erzählung in 7 Kapiteln, erschienen 1997) und von Elmer Neyra Valverde (Gedichtbände Rumi shanka, 1996 und Qanchisqocha, 2011).
Die protestantischen Wycliff-Übersetzer haben das Neue Testament bisher in drei Quechua-Varianten des Departamento Ancash übersetzt: Nord-Conchucos (2002), Süd-Conchucos (2002) und Huaylas (2007), außerdem in das Quechua von Huamalíes (2003), das im Departamento Huánuco gesprochen wird, aber strukturell auch zum Ancash-Quechua zählt. Für diese Übersetzungen wurden jeweils eigene Orthographien benutzt, die auf dem Spanischen basieren und die sich somit von der offiziellen Orthographie des Anqash Qichwa unterscheiden, wie sie vom peruanischen Bildungsministerium verwendet wird. Stärker an der Rechtschreibung der Academia Mayor de la Lengua Quechua in Cusco orientiert sich die 2016 veröffentlichte Neue-Welt-Übersetzung des Neuen Testaments ins Ancash-Quechua durch die Zeugen Jehovas und die Sprachversionen ihrer Website auf Ancash-Quechua.

## Soziolinguistische Situation
Ancash-Quechua ist die einzige Varietät des zentralen Zweiges des Quechua (Quechua I nach Alfredo Torero oder Waywash), die noch ein weitgehend geschlossenes Sprachgebiet aufweist. Die Sprecherzahl liegt zwischen 700.000 und einer Million. Die Vitalität der Sprache unterscheidet sich jedoch regional deutlich. Nach Angaben des Ethnologue von SIL International sprechen im nördlichen und südlichen Callejón de Conchucos in den meisten Orten alle Generationen einschließlich der Kinder die Quechua-Sprache. Im Callejón de Huaylas wird die Sprache in Dörfern in höheren Lagen von allen Generationen gesprochen, während sie in tieferen Lagen oder größeren Städten nur in wenigen Fällen an die Kinder weitergegeben wird. In der Provinz Bolognesi um die Stadt Chiquián sprechen nur noch wenige Kinder Quechua, in Sihuas und Corongo meist nur noch die älteste Generation.
Wie für die südlichen Quechua-Varietäten Chanka und Qusqu-Qullaw ließ das peruanische Bildungsministerium auch für das Ancash-Quechua in den 2000er Jahren Materialien für die interkulturelle zweisprachige Erziehung (IZE) erarbeiten, mit der so an eine Reihe von Schulen in Ancash begonnen wurde. Mit Stand von 2013 ist an 2122 Schulen im Departamento Ancash IZE vorgesehen, davon an 1947 Schulen mit Quechua als Erstsprache und an 175 als Zweitsprache, und zwar 2119 Schulen mit Anqash qichwa sowie jeweils eine mit Wanka-Yaru qichwa [sic], Wanuku qichwa und Kashamarka qichwa. Nach Angaben von Leonel Menacho López, der an diesen Materialien maßgeblich mitarbeitete, gibt es aber auch 2014 an vielen Orten noch keine Lehrer, die Quechua beherrschen und ein wirkliches Interesse an IZE haben, weshalb nur an einer begrenzten Anzahl von Orten die Schüler zu ihrem Recht auf Unterricht in ihrer Muttersprache kommen. Mancherorts – so an manchen Schulen in Conchucos – bestraften sogar noch Lehrer die Schüler, wenn sie ihre Muttersprache verwendeten. Menacho stellt heraus, dass Quechua-Kinder an solchen rein spanischsprachigen Schulen häufig erkranken und schließlich die Schule nicht mehr besuchen, im Gegensatz zu zweisprachigen Schulen wie beispielsweise in Chamanayuq bei Huaraz, wo die Schüler gern zur Schule gingen. Ein um 2011 von Menacho verfasster Artikel mit dem Titel Los enemigos del quechua („Die Feinde des Quechua“) über rechtswidrige Prügel durch Lehrer gegen Quechua sprechende Kinder in Caraz und Recuay ist nicht veröffentlicht worden.

## Klassifikation
Obwohl das Quechua Ancashino sehr viel stärker in unterschiedliche Dialekte zerfällt als das Südliche Quechua, wurde inzwischen ein schriftsprachlicher Standard geschaffen, der auch staatlicherseits in der Schule Verwendung findet, so in dem von Leonel Menacho López herausgegebenen Schulwörterbuch Yachakuqkunapa Shimi Qullqa und den zugehörigen Schulbüchern.
Obwohl das Ancash-Quechua mit dem Wanka-Quechua verwandt ist (beide gehören zum Quechua I), sind die phonologischen und teilweise auch grammatikalischen Unterschiede so stark, dass keine gemeinsame Schriftsprache entwickelt wurde.

## Phonologische Besonderheiten
Kennzeichnend für das Ancashino ist die Verschiebung von ursprünglichem [tʃ] (č) zu [ts] (geschrieben „ts“), während sich ursprüngliches [ĉ] nur in der Provinz Corongo (ca. 6000 Sprecher) erhalten hat und ansonsten zu [tʃ] (č) geworden ist (geschrieben „ch“).
Als Besonderheit ist bei verschiedenen Dialekten des Ancashino (so z. B. im Callejón de Huaylas mit der Stadt Huaraz) ay zu langem e, aw zu langem o und uy zu langem i geworden, während in anderen Mundarten die ursprünglichen Diphthonge erhalten sind. Desgleichen wird s in den meisten Dialekten zu h oder fällt ganz weg (je nach Mundart nur im Anlaut oder auch allgemein). In der als Ausgleichsvariante dienenden Schriftnorm wird ay, aw und uy geschrieben, was die Lesbarkeit für andere Quechua-Sprecher erheblich erhöht. Das nach [h] verschobene [s] wird aber als h wiedergegeben.

## Morphologie
Morphologisch ist für das Ancashino kennzeichnend die Pluralbildung beim Verb mit dem Infix -ya- (rikan „er sieht“ - rikayan „sie sehen“).

### Offizielle Unterrichtsmaterialien
- Shumaq kaway – Llapantsik yachakushun (Lesen, Schreiben). Band 1, 2, 3, 4, 6.
- Yupana – Llapantsik yachakushun (Rechnen). Band 1, 2, 3, 4.